# 费奥多油田
费奥多油田-俄罗斯的大型油田，位于汉特-曼西自治区，靠近苏尔古特市。发现于1971年。
初始储量达20亿吨（根据自然环境部报告数据，2009年底储量缩至1亿8990万吨ABC1级别石油，和过去年份进行比较得出年降幅4.5%）。油藏位于1.8-2.3千米深处。初始油流17-310吨/日。油密度0.89-0.91克/立方厘米。
该油田属于西西伯利亚含油气省。
2007年开采量为1250万吨。